# Philocoprella quadrispina
Philocoprella quadrispina är en tvåvingeart som först beskrevs av Laurence 1952.  Philocoprella quadrispina ingår i släktet Philocoprella och familjen hoppflugor. Arten är reproducerande i Sverige. Inga underarter finns listade i Catalogue of Life.